# Добриця Василь Іванович
Василь Іванович Добриця (17 січня 1925 — 19 серпня 2023) — учасник німецько-радянської війни, був останнім живим повним кавалером ордена Слави.

## Життєпис
Народився 17 січня 1925 року в селі Ряжене, нині Матвєєво-Курганського району Ростовської області Російської СФРР, у сім'ї селянина. Закінчив вісім класів середньої школи № 27 міста Таганрога. З жовтня 1941 року проживав на території, що тимчасово окупована німецькими військами (у рідному селі).
До лав Червоної армії був призваний у вересні 1943 року після звільнення рідного села. На фронті німецько-радянської війни перебував з жовтня 1943 року. Служив гвардії рядовим сапером 101-го гвардійського стрілецького полку (35-а гвардійська стрілецька дивізія, 4-й гвардійський стрілецький корпус, 8-а гвардійська армія, 1-й). Усі ордени Слави отримав за бої на території Польщі.
У квітні 1949 року Василя Добрицю було демобілізовано у званні гвардії старшина. Повернувся на батьківщину, вступив до Таганрозької школи механізації сільського господарства. З 1950 року працював комбайнером у Матвєєво-Курганській МТС, а після закінчення Ленінградського заочного машинобудівного технікуму — інженером-конструктором на Таганрозькому комбайновому заводі .
Жив у Таганрозі. 10 серпня 2021 року, після смерті Івана Рульова став останнім живим повним кавалером ордена Слави.
Помер 19 серпня 2023 року на 99-му році життя .

## Нагороди
- Нагороджений
- трьома орденами Слави — 21 серпня 1944, 26 жовтня 1944, 24 березня 1945 років,
- орденами Вітчизняної війни 1-го та 2-го ступенів та Жовтневої Революції,
- медалями, серед яких дві «За відвагу».
- нагороджений орденом Отамана Платова (2012)[2] .